# Florencia Coll
Florencia Coll, eigentlich Florencia Coll Mirabent, (* 1959 in Sitges bei Barcelona) ist eine katalanische Malerin und Zeichnerin, sie lebt in Sitges.

## Ausbildung
Sie absolvierte 1976–1981 ein Studium der Kunstgeschichte an der Universitat de Barcelona, Abschluss Licenciada. 1978 Aufnahme der künstlerischen Tätigkeit. 1981–82 Kurse an der Akademie der Schönen Künste Sankt Georg, Barcelona, und 1986–87 an der Escola d'Arts Aplicades i Oficis Artistics, Llotja, Barcelona. 1982–87 war sie Mitarbeiterin von Joan Bolet, dem offiziellen Restaurator des katalanischen Nationalmuseums MNAC in Barcelona. Plakatgestaltungen für offizielle Anlässe in Sitges, etwa für die Festa Major de Sitges und Centenari de les Festes Modernistes (1993), XIXº Cicle de concerets d'Estiu (1995), Festes de Santa Tecla (1998) und die Festa Major de Sitges (1999).

## Ausstellungen (Auswahl)
1981, Wettbewerb Pintura Valentí, Sant Pere de Ribes, Garraf; 1982, Ateneu de Sitges, Generalitat de Catalunya, Sitges; 1989, Pintura Joven, Sala Pares, Barcelona; 1992, Galeria Altarriba, Sitges, Garraf; 1994, Galeria Font de Querol, Sitges; 1996, Galeria Sussany, Vic, Bages; 1997, Sala Valenti, Sant Pere de Ribes, Garraf; 1999, Die Frauen von Sitges, Stiftung für Kunst und Kultur, Bonn, unter der Schirmherrschaft der spanischen Botschaft; 2003, ArteExpo Barcelona.